# Chata pod Soliskom

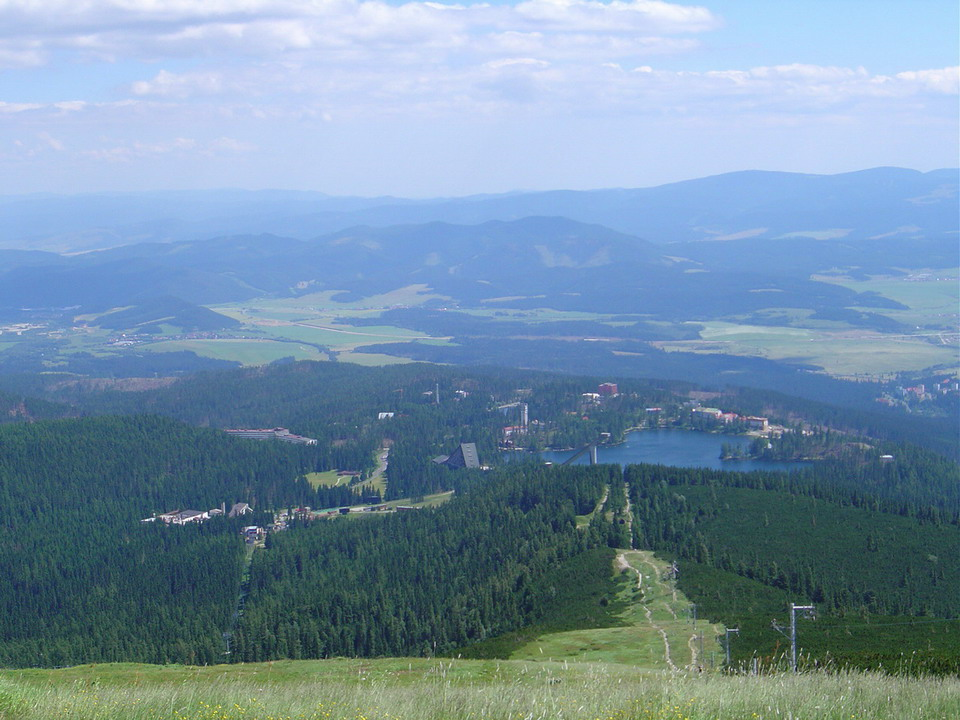
Štrbské Pleso z Chaty pod Soliskem

Chata pod Soliskom je nejmladší vysokohorskou chatou ve Vysokých Tatrách. Chata je v provozu celoročně.

## Historie chaty
Chata pod Soliskom byla postavena spolu se sedačkovou lanovou dráhou II, vedoucí ze Štrbského Plesa na Predné Solisko. Cílová stanice lanovky je jen několik metrů od chaty. Chata byla dána do užívání již v roce 1944 při tehdy nejdelším vleku v bývalém Československu, zcela dokončena byla až v roce 1946. Chata byla postavena jako útočiště pro lyžaře ve špatném počasí. Prvním Chatařem v ní byl František Bujak. V roce 2003 byla na místě původní chaty postavena nová, která slouží až do současnosti.

## Přístupnost chaty
Chata je přístupná buď sedačkovou lanovkou ze Štrbského Plesa nebo po  značeném chodníku vedoucím ze Štrbského Plesa do Furkotské doliny.
Z chaty se dá jít na Predné Solisko po  a zpět stejnou cestou.

## Okolí chaty
Z chaty vede turistický chodník na Štrbské Pleso a do Furkotské doliny (modrá značka) a také na vrchol Predného Soliska (červená značka).